# Chamois (niveau)
Pour les articles homonymes, voir Chamois (homonymie).

Le Chamois de bronze, grand insigne distribué de 1945 à 1976.

Le Chamois est une épreuve chronométrée de ski alpin de l'École du ski français (ESF). Il a été créé à Val d'Isère en 1938 par Charles Diebold, l'un des précurseurs de l'ESF. Il fait partie des épreuves sanctionnant les classes compétition c'est-à-dire le niveau supérieur aux étoiles. Il s'agit d'un slalom dit spécial en une seule manche, ce qui le différencie des slaloms de la Fédération française de ski.
Le temps réalisé par chaque skieur est comparé à celui de l'ouvreur, un moniteur de ski spécialiste du slalom. L'écart entre ces temps permet d'attribuer un niveau au skieur parmi les 5 suivants : Cabri, Chamois de Bronze, d'Argent, de Vermeil et d'Or.

## Tracé
Ce slalom spécial comporte de 30 à 40 portes pour un dénivelé de 120 à 200 m. Le temps de l'ouvreur est de l'ordre de 30 secondes.
Les portes horizontales sont matérialisées par un piquet unique, alors que les portes verticales le sont par 2 piquets entre lesquels il faut passer. Depuis 1981, les piquets comprennent une rotule articulée, qui leur permet de se coucher facilement jusqu'au sol lorsqu'ils sont poussés par le skieur.

## Calcul des performances

### de 1938 à ~1990
Les niveaux Chamois de Bronze, d'Argent et d'Or ont été créés dès le départ. Le niveau Cabri a été ajouté après guerre, avant que le niveau Vermeil ne fasse son apparition que vers 1970.
Pour évaluer les performances on procédait de la façon suivante :
L'ouvreur, un moniteur ESF habilité, réalisait un temps de référence. Ce temps était appelé le temps de base. Si plusieurs ouvreurs étaient présents, on retenait le meilleur de leurs temps.
Pour chaque compétiteur, on calculait la différence entre son temps réalisé et le temps de base, exprimé en pourcentage du temps de base.
On appliquait le barème ci-après pour déterminer le niveau obtenu, en fonction de ce pourcentage :
- le Chamois d'Or : jusqu'à 5 % du temps de base
- le Chamois de Vermeil : jusqu'à 12 % du temps de base.
- le Chamois d'Argent : jusqu'à 20 % du temps de base
- le Chamois de Bronze : jusqu'à 50 % du temps de base
- le Cabri : jusqu'à 66 % du temps de base

Il y avait ainsi un grand écart de performance entre le Chamois de Bronze et celui d'Argent. 
Par ailleurs, les différences de niveau entre les ouvreurs d'une station de ski à l'autre, n'étaient pas prises en compte.

### de ~1990 à aujourd'hui
Il a donc été décidé à partir des années 90, de modifier le mode de calcul pour tenir compte des niveaux des ouvreurs, et pour répartir de manière assez différente les niveaux.
Chaque moniteur susceptible d'être ouvreur, possède depuis cette époque, un classement en points (déterminé lors du challenge national des moniteurs), appelé handicap, qui indique (en pourcentage) son niveau par rapport au niveau international. Ce handicap est généralement compris entre 5 et 10.
Le temps de base n'est plus le temps de l'ouvreur. Pour obtenir le temps de base, on soustrait du temps de l'ouvreur un pourcentage égal au handicap de ce dernier.
Pour chaque compétiteur, on calcule la différence entre son temps réalisé et ce temps de base, exprimé en pourcentage du temps de base.
On applique le barème ci-après pour déterminer le test obtenu, en fonction de ce pourcentage :

#### barème de ~1990 à mi-1999
- le Chamois d'Or : jusqu'à 17 % du temps de base
- le Chamois de Vermeil : jusqu'à 28 % du temps de base.
- le Chamois d'Argent : jusqu'à 40 % du temps de base
- le Chamois de Bronze : jusqu'à 68 % du temps de base
- le Cabri : jusqu'à 80 % du temps de base

#### barème de mi-1999 à aujourd'hui
- le Chamois d'Or : jusqu'à 17 % du temps de base[2],[6]
- le Chamois de Vermeil : jusqu'à 30 % du temps de base.
- le Chamois d'Argent : jusqu'à 55 % du temps de base
- le Chamois de Bronze : jusqu'à 75 % du temps de base
- le Cabri : jusqu'à 80 % du temps de base

Les barèmes des Chamois de Vermeil, Argent et Bronze ont été augmentés mais c'est le barème du Chamois d'Argent qui a le plus évolué en augmentant de 15 %.
Prenons un exemple : 
Si le temps de l'ouvreur est de 33 secondes, alors que ce dernier possède un handicap de 10. Le temps de base calculé est de 30 secondes et les niveaux sont attribués de la façon suivante :
- le Chamois d'Or : jusqu'à 35,1 s
- le Chamois de Vermeil : jusqu'à 40,5 s.
- le Chamois d'Argent : jusqu'à 46,5 s
- le Chamois de Bronze : jusqu'à 52,5 s
- le Cabri : jusqu'à 54 s

## Insignes
Pour chaque niveau obtenu, l'ESF délivre un insigne. Les insignes du Chamois et du Cabri ont évolué au cours des temps, mais leur forme est restée très proche de celle qu'ils avaient à l'origine.

### de 1938 à 1940
L'insigne du Chamois est rond. Il est composé d'un anneau circulaire métallique, au centre duquel se trouve une carte de France en cuir sur laquelle est fixée un chamois métallique en son centre. En bas de l'anneau est inscrit "LE CHAMOIS DE FRANCE", et en haut est inscrit "ECOLE NATIONALE DU SKI FRANCAIS" sur un liseré bleu-blanc-rouge.

### de 1940 à 1945
L'insigne du Chamois est fabriqué en eco-élium, et l'inscription supérieure est remplacée par "SKI FRANCAIS".

### de 1945 à 1977
L'insigne des Chamois est à  nouveau en métal et cuir. L'inscription supérieure est maintenant "ECOLE DU SKI FRANCAIS". Le diamètre extérieur de l'insigne est 53 millimètres. La différenciation des niveaux est réalisée par la couleur du métal. On trouve 2 broches à l'arrière pour fixer accrocher le Chamois sur un vêtement. Il est réalisé par la société Augis à Lyon (inscription au dos de l'insigne).
L'insigne du Cabri, entièrement métallique,  représente un Cabri sur un fond comportant un losange bleu représentant les montagnes (avec un liseré bleu-blanc-rouge dans sa partie inférieure), et une étoile des neiges blanche. Au bas de l'insigne on trouve l'inscriptions "Le Cabri". Il est réalisé par la même société.

Cabri
Chamois Bronze
Chamois Argent

### de 1977 à 1983
La carte de France de  l'insigne du Chamois est entourée d'un liseré métallique.

### de 1983 à 1993
La couleur du Chamois (Bronze ,Argent, Vermeil ou Or) est dorénavant inscrite en toutes lettres à la suite de "CHAMOIS DE FRANCE" sur la partie inférieure de l'anneau.

### de 1993 à aujourd'hui
L'insigne du Chamois, entièrement métallique, est plus petit . Son diamètre est de 32 millimètres. Il ne possède qu'une broche à l'arrière. Il est réalisé par la société Decat à Paris (inscription au dos de l'insigne).
L'insigne du Cabri, plus petit que le précédent, a perdu son fond bleu en forme de losange, et le sigle de l'ESF a été rajouté.

Cabri
Chamois Bronze
Chamois Argent
Chamois Vermeil

## Niveau Ski
C'est l'une des 5 épreuves aujourd'hui retenues pour l'obtention du niveau Ski.

## Classement Ski Open
Ce classement national des skieurs de l'ESF est calculé pour chaque skieur à l'aide des 2 meilleures performances qu'il a réalisées dans les épreuves de Chamois, Flèche ou Fusée, au cours des 2 dernières années.
Les meilleurs classés dans les catégories Poussin(e)s U12 (moins de 12 ans)et Benjamin(e)s U14 (moins de 14 ans) peuvent participer aux Ski Open Coq d'Or. Les épreuves de cette manifestation nationale annuelle qui existe depuis 1994, ont la particularité de rassembler les meilleurs éléments de l'ESF et ceux des clubs affiliés à la Fédération française de ski, afin de détecter l'ensemble des talents de demain.

## Ski d'Or
L'épreuve du Ski d'or est la grande épreuve nationale annuelle des meilleurs skieurs de l'ESF. Elle est ouverte dans les catégories Minimes U16 (moins de 16 ans), Cadet(te)s U18 (moins de 18 ans), Juniors U21 (moins de 21 ans) et Seniors aux titulaires du Chamois d'Argent, ou de la Flèche d'Argent (pour les filles) / d'Or (pour les garçons).